# Кыз-Аульский маяк
Кыз-Аульский маяк находится на мысе Кыз-Аул на юге Керченского полуострова в Крыму.

## История
Изначально маяк был установлен на юге пролива и был назван «Такильский» (по расположению на мысе Такиль). Однако тот маяк совершенно не решал проблему навигации в районе, насыщенном отмелями, рифами и банками, поэтому возникла необходимость возвести новый. 
В 1872 году градоначальником адмиралом А. П. Спицыным было найдено намного более удачное место на мысе Кыз-Аул на невысоком холме Томмаз-оба. В том же году новый маяк начали возводить из залегавшего рядом белого ракушечника. В 1875 году была завершена башня с чёрно-белой чередующейся раскраской восьми граней, имевшая высоту 24,4 м и винтовую чугунную лестницу внутри. 
1 (13) мая 1876 года старый маяк был потушен (а позже разобран), а новый запущен. По сравнению со старым маяком новый был оснащён преломляющим осветительным аппаратом І разряда с френелевской оптикой и тремя секторами огня.
В 1930-х годах маяк получил впервые радиоаппаратуру, которая была демонтирована во время Великой Отечественной войны и оккупации Крыма.
После войны комплекс снова запущен, в 1960 году модернизирован, построено двухэтажное здание смотрителя. В 1973 году дополнен электрогенератором. В 1977 году маяк подключили к общей энергосистеме Крыма. Продолжает работу и по сей день.

## Ссылка
- Мерцающий свет Кыз-Аульского маяка — Зеркало Крыма Архивная копия от 23 июля 2019 на Wayback Machine
- (10) Крымъ 4К_ Кызъ-Аульскій маякъ и остовъ затонувшаго дока — YouTube
- Кыз-Аульский маяк _ Керчь